# ابانکاپ، روستای بنگالور
ابانکاپ، روستای بنگالور (به لاتین: Abbanakuppe, Bangalore Rural) یک روستا در هند است که در کارناتاکا واقع شده‌است.